# Margarida Vila-Nova
Margarida Vila-Nova, née le 6 juin 1983 à Lisbonne (Portugal), est une actrice portugaise.

## Biographie
Conjoint : le réalisateur Ivo Ferreira

## Filmographie partielle

### Au cinéma
- 1987 : O Bobo : Girl of Movie Crew
- 1990 : Dédé
- 2000 : A Falha
- 2004 : O Estratagema do Amor : Girl in the Room
- 2004 : Le Miracle selon Salomé (O Milagre segundo Salomé) : Natacha
- 2005 : Le Fataliste (O Fatalista) : Daughter
- 2006 : Utensílios do Amor : Penélope
- 2007 : Corrupção : Sofia
- 2008 : A Corte do Norte : Leopoldina - 26 anos
- 2010 : Mystères de Lisbonne (Mistérios de Lisboa) : Marquesa de Alfarela
- 2010 : Le Film de l'intranquillité (Filme do Desassossego) : Mãe
- 2012 : Na Escama do Dragão
- 2016 : Cartas da Guerra : Maria José
- 2016 : Amor Amor (en post-production)
- 2022 : Feu follet (Fogo-fátuo)